# 1857年經濟危機
1857年經濟危機是由于经济过度扩张而引起的金融恐慌，最初發源地是美国。由於19世纪50年代，世界经济的联系也更加紧密，这也使得1857年的經濟危機第一次成为世界性的经济危机。
1857年10月13日，俄亥俄人壽公司宣佈破產。僅當年美國就有近5000家企業破產。        

## 備註
1. ↑  Fulfer, Johnny. . The Economic Historian. April 6, 2018  [April 28, 2020].[]
2. ↑  See the "Preface" contained in the Collected Works of Karl Marx and Frederick Engels Volume 28 (International Publishers: New York, 1986) p. XIII.
3. ↑  田战省；魏巍 长春：北方妇女儿童出版社 2012 第64页. . （原始内容存档于2021-09-15）.
4. ↑  施树禄 哈尔滨：哈尔滨出版社 2018 第24页. . （原始内容存档于2021-09-15）.

### 报纸
- "Commercial Affairs" New York Daily Times, August 28, 1857
- "A New Tariff" （页面存档备份，存于） New York Daily Times, February 4, 1857